# Catandica
Catandica é uma vila da província de Manica, em Moçambique, chamada Vila Gouveia antes da independência nacional. É a sede do distrito de Bárue e também desde 1998 um município.
Em 2007 o município tinha cerca de 26 mil habitantes, numa área de 16 km², tendo arrolado um aumento comparado com os 18 300 registados em 1998. No mesmo ano, a vila era constituída por 11 bairros: Sabão, Chissano, Tongogara, 1º de Maio, 3 de Fevereiro, 7 de Abril, Mugabe, Sanhantunze, Futuro Melhor, Eduardo Mondlane e Samora Machel.

## Etimologia
O nome de Vila Gouveia deriva da alcunha atribuída a Manuel António de Sousa, um aventureiro, comerciante, político e chefe militar, natural de Goa que se tornou uma personagem poderosa na região a ponto de ser conhecido como o "Rei do Barué".
O topónimo Catandica provém do nome de um filho de Chitengo que foi um capitão de Manuel António de Sousa.

## História
O nome Catandica (ou Katandica) aparece mencionado em relação a esta povoação em 1902, depois da ocupação portuguesa da região do Barué. Esta foi transformada em capitania-mor e Catandica foi um dos seus postos-militares. Em 1915 o nome foi alterado para Vila Gouveia em homenagem ao goês Manuel António de Sousa, conhecido como o Gouveia. A vila seria oficialmente criada pela Portaria nº 728, de 14/6/1924 e em 1926 já era a sede da circunscrição civil de Barué, aparecendo esta como concelho em 1969. Com a independência nacional, a vila recuperou o nome original de Catandica em 1976. A povoação perdeu o estatuto de vila em 1978, tendo-o recuperado em 1987. Em 1997, a vila foi elevada a município no início do processo de autarcização, e passou a ser governada por um Conselho Municipal eleito. Já se realizaram duas eleições autárquicas no município tendo sido eleitos:
| Tomada de posse | Presidente do Conselho Municipal | Partido |
| --------------- | -------------------------------- | ------- |
| 1998            | José Draiva Chicodo              | Frelimo |
| 2003            | Eusébio Lambo Gondiwa            | Frelimo |
| 2009            | Eusébio Lambo Gondiwa            | Frelimo |
| 2014            | Tomé Maibeque                    | Frelimo |
| 2019            | Domingos Tuboi                   | Frelimo |
| 2024            | Pedro Mazonde                    | Frelimo |